# Erich Abraham
Erich Abraham (ur. 27 marca 1895 w Marienburgu, zm. 7 marca 1971 w Wiesbaden) – niemiecki wojskowy, generał piechoty, kawaler Krzyża Rycerskiego z liśćmi dębu.

## Życiorys
Po wybuchu I wojny światowej zgłosił się na ochotnika do wojska i rozpoczął służbę w 152 pułku piechoty. Początkowo jako szeregowy a następnie jako podoficer. W 1915 roku został awansowany do stopnia sierżantem, kandydata na oficera. W tym też roku został przeniesiony do 341 pułku piechoty, gdzie został dowódcą plutonu, później zastępcą dowódcy kompanii. W 1916 roku został zastępcą adiutanta 1 batalionu, następnie na pełnił tę funkcję w 3 batalionie i ostatecznie został jego adiutantem. W 1917 roku został oficerem dyżurnym w kwaterze głównej 341 pułku piechoty, a w 1918 roku został przeniesiony do sztabu 86 Dywizji Piechoty na stanowiska oficera służbowego i na tym stanowisku pozostał do końca wojny.
Po zakończeniu wojny w grudniu 1918 roku wstąpił do Freikorpsu – Freiwilligen-Detachment Drews i wraz z nim w dniu 1 marca 1920 roku został włączony do Reichswehry, lecz w związku ze zmniejszeniem liczebności Reichswehry w maju 1920 roku został zwolniony do rezerwy.
Po zwolnieniu z wojska wstąpił do policji porządkowej w Szczecinie, następnie po ukończeniu szkół policyjnych awansował, zajmując różne stanowiska w policji porządkowej i w 1934 roku został naczelnikiem Departamentu IIa w Komendzie Policji Porządkowej Brandenburgii.
W dniu 15 września 1935 roku wstąpił do Wehrmachtu, przy czym zachował stopień policyjny. Początkowo został dowódcą kompanii w 18 pułku piechoty, a 6 października 1936 roku został dowódcą kompanii w 105 pułku piechoty, 27 lutego 1937 roku został dowódcą 1 batalionu tego pułku, funkcję tę pełnił do wybuchu II wojny światowej.
Po wybuchu wojny jego batalion został przeniesiony na zachód Niemiec i nie brał udziału w walkach w Polsce. 21 listopada 1939 roku został dowódcą 2 batalionu 266 pułku piechoty, a 29 marca 1940 roku został dowódcą 230 pułku piechoty. Dowodząc tym pułkiem wziął udział w kompanii francuskiej w 1940 roku.
Na wiosnę 1941 roku pułk został przerzucony na Bałkany i wziął udział w ataku na ZSRR na południowej flance frontu. W dniu 31 marca 1942 przekazał dowództwo pułku i przeniesiony został do rezerwy dowództwa, ale już 6 czerwca 1942 roku został ponownie jego dowódcą i na tym stanowisku był grudnia 1942, przy czym pułk ten wyróżnił się w walkach o Stalingrad.
Przeniesiony został wtedy do rezerwy dowództwa, a styczniu 1943 roku został komendantem II szkoły oficerskiej piechoty w Wiener Neustadt, odbył także kurs dowódców dywizji w Berlinie. Po ukończeniu kursu w dniu 1 kwietnia 1943 został dowódcą 76 Dywizji Piechoty. Dowodząc ta dywizja walczył na froncie wschodnim, a dywizja wyróżniła się w walkach na przyczółku nad rzeką Latka na północny zachód od Odessy i umożliwiła wycofanie się wojsk niemieckich z południowej Ukrainy. W sierpniu 1944 roku pełnił obowiązki dowódcy rumuńskiego IV Korpusu Armijnego, a następnie dowodził grupą korpuśną Abraham.
W okresie od 24 sierpnia do 30 września 1944 roku odbył kurs dowódców korpusów w Berlinie, po czym powrócił na front wschodni, gdzie dowodził 76 Dywizją Piechoty i grupy korpuśnej Abraham, która składała się z 76 Dywizji Piechoty i węgierskiej 2 Zapasowej Dywizji Piechoty, którą dowodził do października 1944 roku. Następnie przeniesiony został do rezerwy dowództwa.
W grudniu 1944 roku został pełniącym obowiązki dowódcy, a następnie dowódcą LXIII Korpusu Armijnego, który zajmował pozycja obronne w Zagłębiu Ruhry. Korpusem tym dowodził do końca wojny. W dniu 8 maja 1945 roku dostał się do niewoli amerykańskiej, z której został zwolniony 17 sierpnia 1947 roku.
Po wyjściu z obozu zamieszkał w Wiesbaden, gdzie zmarł.

## Awanse
- ppor. rez. (Leutnant der Reserve) (11.07.1915)
- ppor. policji (Leutnant der Sicherheits-Polizei) (21.05.1920)
- por. policji (Oberleutnant der Sicherheits-Polizei) (14.06.1920)
- kpt. policji (Hauptmann der Sicherheits-Polizei) (09.04.1925)
- mjr policji (Major der Sicherheits-Polizei) (20.04.1934)
- mjr (Major) (15.10.1935)
- ppłk (Oberstleutnant) (30.09.1938)
- płk (Oberst) (14.08.1941)
- gen. mjr (Generalmajor) (15.05.1943)
- gen. por. (Generalleutnant) (20.03.1944)
- gen. piechoty (General der Infanterie) (26.02.1945)

## Odznaczenia
- Krzyż Rycerski Krzyża Żelaznego z liśćmi dębu (26.06.1944)
- Krzyż Rycerski Krzyża Żelaznego (13.11.1942)
- Krzyż Żelazny kl. I
- Okucia do Krzyża Żelaznego kl. I
- Krzyż Żelazny kl. II (1914)
- Okucia do Krzyża Żelaznego kl. II
- Złoty Krzyż Niemiecki (07.03.1942)
- Komandor Ordery Korony Rumunii (22.06.1942)
- Odznaka Szturmowa Piechoty (03.06.1943)